# لي دينسون
لي دينسون (بالإنجليزية: Lee Denson)‏ هو موسيقي أمريكي، ولد في 25 أغسطس 1932 في رينزي في الولايات المتحدة، وتوفي في 6 نوفمبر 2007 في ممفيس في الولايات المتحدة.

## روابط خارجية
- لي دينسون على موقع ميوزك برينز (الإنجليزية)
- لي دينسون على موقع أول ميوزيك (الإنجليزية)
- لي دينسون على موقع ديسكوغز (الإنجليزية)